# Бухляйтнер, Михаэль
Михаэль Бухляйтнер (нем. Michael Buchleitner; род. 14 октября 1969, Мёдлинг) — австрийский легкоатлет, специалист по бегу на средние и длинные дистанции, кроссу, стипльчезу и марафону. Выступал на профессиональном уровне в 1988—2005 годах, чемпион Всемирной Универсиады, многократный победитель и призёр первенств национального значения, рекордсмен страны, участник трёх летних Олимпийских игр.

## Биография
Михаэль Бухляйтнер родился 14 октября 1969 года в Мёдлинге, Австрия.
Впервые заявил о себе на международном уровне в сезоне 1988 года, когда вошёл в состав австрийской сборной и выступил в беге на 3000 метров с препятствиями на юниорском мировом первенстве в Садбери.
В 1992 году бежал 3000 метров на чемпионате Европы в помещении в Генуе. Благодаря череде успешных выступлений удостоился права защищать честь страны на летних Олимпийских играх в Барселоне — на предварительном квалификационном этапе стипльчеза показал время 8:40.46, чего оказалось недостаточно для выхода в полуфинальную стадию соревнований.
Будучи студентом, в 1993 году представлял Австрию на Всемирной Универсиаде в Буффало, где в беге на 3000 метров с препятствиями превзошёл всех соперников и завоевал золотую награду. В той же дисциплине стартовал на чемпионате мира в Штутгарте, в финале закрыл десятку сильнейших.
В 1994 году в дисциплине 3000 метров финишировал пятым на чемпионате Европы в помещении в Париже, выступил в стипльчезе на чемпионате Европы в Хельсинки.
В 1997 году дошёл до полуфинала на чемпионате мира в Афинах, выиграл бронзовую медаль на Всемирной Универсиаде в Катании.
На чемпионате Европы 1998 года в Будапеште в зачёте стипльчеза остановился на стадии полуфиналов. Принимал участие в чемпионате Европы по кроссу в Ферраре, где занял 34-е место.
В 1999 году с личным рекордом 2:12:43 финишировал шестым на Гамбургском марафоне, бежал стипльчез на чемпионате мира в Севилье, так же установив личный рекорд — 8:20.04.
В 2000 году показал 22-й результат на Роттердамском марафоне (2:13:53). Представлял Австрию в марафоне на Олимпийских играх в Сиднее — преодолел дистанцию за 2:19:26 и занял итоговое 33-е место.
В 2001 году помимо прочего был девятым на Токийском марафоне (2:13:28), пятым на Венском марафоне (2:12:57), 19-м на Берлинском марафоне (2:13:03).
В 2002 году в беге на 3000 метров стал пятым на чемпионате Европы в помещении в Вене, показал 11-й результат на Лондонском марафоне (2:14:10) и седьмой результат на Франкфуртском марафоне (2:15:43).
В мае 2003 года финишировал четвёртым на Венском марафоне (2:16:31).
На Венском марафоне 2004 года с результатом 2:12:58	пришёл к финишу пятым. Бежал марафон на Олимпийских играх в Афинах — показал время 2:19:19, расположившись в итоговом протоколе соревнований на 29-й строке.
В 2005 году с результатом 2:16:41 финишировал восьмым на Венском марафоне.
Бухляйтнер является обладателем титулов чемпиона Австрии в нескольких дисциплинах: беге на 5000 метров (1993—1995, 1998), беге на 10 000 метров (1997), полумарафоне (1995, 1997), марафоне (2003), кроссе на короткой дистанции (1991), кроссе на длинной дистанции (1994, 1997, 1998, 2000, 2002), эстафете 3 × 1000 метров (1992, 1993, 1998), беге на 3000 метров с препятствиями (1990, 1992). Остаются непревзойдёнными его рекорды страны в эстафете 4 × 1500 метров и в беге на 1 милю в помещении — 15:45.21 и 3:54.28 соответственно.
Был женат на известной немецкой бегунье на средние дистанции Эллен Бухляйтнер (Кислинг), есть сын и дочь.